# Domenico Modugno (primo album del 1958)
Domenico Modugno (1958) è il 6º album di Domenico Modugno.
Nella sua discografia è il primo dei sette album che si intitolano con il suo nome e cognome.

## Il disco

### Le canzoni in italiano
Dopo la vittoria al Festival di Sanremo, la casa discografica Fonit pubblicò Nel blu dipinto di blu, richiestissima, in moltissimi formati: furono realizzate ben 4 versioni su 45 giri, di cui tre con vinile azzurro, ognuna con retri diversi, due 78 giri pubblicate in gommalacca nera, e un EP colorato in blu, che riportava la stessa copertina dell'album La strada dei successi.
Era questo un modo per riciclare vecchi brani, che magari non avevano avuto un grosso riscontro di pubblico, anche quest'album rientra in quest'ottica, infatti il lato B è occupato da canzoni del cantautore eseguite in francese e tratte dai dischi che fino ad allora erano stati pubblicati dalla Barclay, e inediti in Italia, mentre nel lato A, oltre ovviamente a Nel blu dipinto di blu, vi sono tre canzoni che erano state pubblicate l'anno prima su 45 giri e che non avevano venduto.
Da una di queste canzoni, A pizza c'a pummarola, viene l'idea per la copertina del disco, che infatti raffigura il cantautore vestito da pizzaiolo, con una pizza sulla mano sinistra, la foto è in bianco e nero, con lo sfondo dietro la figura di Modugno colorato in giallo, mentre nella parte bassa vi è il nome e cognome scritto in stampatello con caratteri bianchi su sfondo marrone.

### Artisti
Sull'etichetta vi è la scritta Domenico Modugno e il suo quintetto, che fornisce il numero delle persone che hanno suonato (ma non i nomi), mentre per Nel blu dipinto di blu vi è l'indicazione con Alberto Semprini e il suo sestetto (Semprini del resto aveva anche curato l'arrangiamento della canzone per l'esibizione al Festival, e lo si può vedere nel celebre filmato in cui Modugno apre le braccia cantando il ritornello «Volare, oh oh» alle spalle del cantautore mentre dirige l'orchestra).
Inoltre per A pizza c' 'a pummarola vi è l'indicazione Dal film "Lazzarella".

### Le canzoni in francese
Tra le canzoni in francese è da citare L'homme en habit, che è Vecchio frack, a questo proposito, ecco come Modugno raccontò i suoi concerti in Francia, tenuti nel 1956, che lo portarono all'incisione dei dischi con la Barclay:
(Domenico Modugno (1989))

## Tracce
LATO A
1. Nel blu dipinto di blu (testo di Domenico Modugno e Franco Migliacci; musica di Domenico Modugno)
2. O specchio (testo di Riccardo Pazzaglia; musica di Domenico Modugno)
3. A pizza c'a pummarola (testo di Riccardo Pazzaglia; musica di Domenico Modugno)
4. Ventu d'estati (testo e musica di Domenico Modugno)

LATO B
1. Un sicilien à Paris[2](testo di Pierre Saka; musica di Domenico Modugno)
2. L'homme en habit[3] (testo di Pierre Delanoë; musica di Domenico Modugno)
3. L'homme et la montagne[2] (testo di Pierre Delanoë; musica di Domenico Modugno)
4. Le puparu (le bon homme aux marionettes)[4] (testo di Jacques Larue, musica di Domenico Modugno)